# Marvin-Nunatak
Der Marvin-Nunatak ist ein markanter und 2090 m hoher Nunatak im ostantarktischen Viktorialand. Er ragt 1,5 km südlich des Depot-Nunataks an der Westflanke des Cassidy-Gletschers westlich der Quartermain Mountains auf.
Der Nunatak wurde vermutlich erstmals von Teilnehmern der britischen Discovery-Expedition (1901–1904) gesichtet, als sie während eines Erkundungsmarsches im Jahr 1903 am benachbarten Depot-Nunatak ein Nahrungsmitteldepot anlegten. Das Advisory Committee on Antarctic Names benannte ihn 1992 nach der US-amerikanischen Geologin Ursula B. Marvin (1921–2018), die unter anderem am ANSMET-Programm im Viktorialand (1978–1979 und 1981–1982) teilgenommen und ab 1983 dem Beratungsgremium der National Science Foundation für polare Forschungsprogramme angehört hatte.